# Antillenhaubenkolibri
Der Antillenhaubenkolibri (Orthorhyncus cristatus), gelegentlich auch Haubenkolibri oder Grünschopfkolibri genannt, ist ein Vogel aus der Familie der Kolibris (Trochilidae) und die einzige Art der somit monotypischen Gattung Orthorhyncus. Das Verbreitungsgebiet umfasst Barbados, Grenadinen,  Grenada, St. Vincent, den Osten von Puerto Rico und reicht südlich über die Kleinen Antillen bis St. Lucia. Der Bestand wird von der IUCN als nicht gefährdet (Least Concern) eingeschätzt.

## Merkmale
Der männliche Antillenhaubenkolibri erreicht bei einem Gewicht von 4 g eine Körperlänge von 8–9,5 cm, das Weibchen bei 3,5 g ebenfalls eine Körperlänge von 8–9,5 cm. Das Männchen hat einen geraden kurzen schwarzen Schnabel. Der Kopf weist einen grünen Kamm auf, der metallisch grün bis leuchtend blau gesprenkelt ist. Die Oberseite ist matt metallisch bronzegrün gefärbt, die Unterseite rußig schwarz. Der schwarze Schwanz ist abgerundet. Der Schnabel der Weibchen ähnelt dem der Männchen. Auf dem Kopf haben sie keinen Kamm. Der Vorderkopf, der Oberkopf und die Oberseite ist metallisch bronzegrün. Die Unterseite ist hellgrau. Der ebenfalls schwarze abgerundete Schwanz ist an den äußeren Steuerfedern breit weißgrau gesprenkelt. Immature Antillenhaubenkolibris ähneln den Weibchen, doch sind die Kopffedern einen zimtbraune getönt.

## Verhalten
Sie ernähren sich vom Nektar von blühenden Büschen wie Wandelröschen und Wolfsmilch, von Rankengewächsen und den unteren Bereichen von Hecken und Bäumen, wie Hibiskus, Bauhinien, Tabebuia und Delonix. Zusätzlich sammeln sie kleinere Gliederfüßer von den Pflanzen oder jagen Insekten aus der Luft.

## Fortpflanzung
Sie brüten das ganze Jahr, aber hauptsächlich von März bis Juni. Ihr kelchförmiges Nest bringen sie an dünnen Zweigen oder Ranken in Höhen zwischen einem und drei Metern über dem Boden an. Oft werden diese von Blättern verdeckt. Die Innenseite des Nests ist mit weichen Pflanzenfasern ausgekleidet, die Außenseite mit kleinerem totem Laub dekoriert. Das Gelege besteht aus zwei Eiern mit einer Brutzeit durch das Weibchen von 17 bis 19 Tagen. Die Nestlinge sind dunkel grau. Mit ca. 19 bis 21 Tagen werden sie flügge. Die Jungtiere bleiben drei bis vier Wochen bei der Mutter. Ihre erste Brut haben sie im zweiten Lebensjahr.

## Lautäußerungen
Der Ruf klingt wie ein kurzes Tsip oder einer langen Serie von Tsli-tsli-tsli-tsli Lauten.

## Verbreitung und Lebensraum

Verbreitungsgebiet des Antillenhaubenkolibris

Der Antillenhaubenkolibri hält sich bevorzugt in offener Vegetation, Parks und Gärten, Plantagen und an Waldrändern in Höhen unter 500 Metern auf. Sie gelten als Standvogel mit kleineren Wanderungen in höhere Lagen in den Monaten Juli und August.

## Unterarten
Bisher sind vier Unterarten bekannt:
- Orthorhyncus cristatus exilis (Gmelin, JF, 1788)[3] – Diese Unterart kommt von Puerto Rico über die Kleine Antillen bis St. Lucia vor.  Im Gegensatz zur Nominatform ist der Kamm komplett grün oder nur ganz schwach blau an der Spitze.[1]
- Orthorhyncus cristatus ornatus Gould, 1861[4][A 1] – Diese Unterart ist nur auf der Insel St. Vincent verbreitet. Sie sind an der Spitze des Kamms schlagartig blau gefärbt.[1]
- Orthorhyncus cristatus cristatus (Linnaeus, 1758)[5] – Die Nominatform kommt nur auf Barbados vor.
- Orthorhyncus cristatus emigrans Lawrence, 1877[6] – Diese Subspezies kommt auf Grenada und den Grenadinen vor. Sie ähneln der Nominatform doch ist die Färbung des Kamms, der aber bläulich violett gefärbt ist.[1]

Die Helligkeit der Unterseite bei den Weibchen variiert in allen Unterarten.

## Etymologie und Forschungsgeschichte
Carl von Linnéa beschrieb den Kolibri unter dem Namen Trochilus cristatus. Als Heimat gab er allgemein Amerika an. 1799 führte Bernard Germain Lacépède die Gattung Orthorhyncus ein. Dieser Name leitet sich vom griechischen »orthos ορθος« für »gerade« und »rhynchos ῥυγχος« für »Schnabel« ab. Der Artname »cristatus« ist das lateinische Wort für »haubig, kammig, buschig«. »Ornatus« ist das lateinische Wort für »verziert«. »Exilis« ist ebenfalls lateinisch und bedeutet »klein, schmal, schlank«.